# Murton (Tyne and Wear)
Murton – przysiółek w Anglii, w hrabstwie ceremonialnym Tyne and Wear, w dystrykcie metropolitalnym North Tyneside. Leży 11 km na północny wschód od centrum Newcastle i 402 km na północ od Londynu. W 1931 roku civil parish liczyła 1164 mieszkańców.